# HAOK Mladost
HAOK Mladost (kroatiska: Hrvatski akademski odbojkaški klub Mladost) är volleybollsektionen av en HAŠK Mladost, en idrottsförening vid Zagrebs universitet i Zagreb, Kroatien. 
Föreningen har nått stora framgångar både på dam- och herrsidan. Damlaget vann europacupen (numera kallad CEV Champions League) 1990-1991 och nådde final 1991-1992 och 1993-1994. På nationell nivå vann de 5 jugoslaviska mästerskap och har vunnit 13 kroatiska mästerskap. De kom tvåa i ryska superligan 1991-92 (som den säsongen även innehöll lag från dåvarande Jugoslavien). 
Herrlaget blev jugoslaviska mästare 17 gånger (1948, 1952, 1962, 1963, 1965, 1966, 1968, 1969, 1970, 1971, 1977, 1981, 1982, 1983, 1984, 1985 och 1986)  och har blivit kroatiska mästare 19 gånger (1992, 1993, 1994, 1995, 1996, 1997, 1998, 1999, 2000, 2001, 2002, 2003, 2006, 2007, 2008, 2010, 2011, 2018 och 2019).